# Chlotrudis Awards/Bester Dokumentarfilm
Seit 2002 wird bei den Chlotrudis Awards der Beste Dokumentarfilm geehrt.

## Ausgezeichnete Filme
| Jahr | Film                                                          | Regisseur                                                            | Weitere Nominierte |
| ---- | ------------------------------------------------------------- | -------------------------------------------------------------------- | --- |
| 2002 | Die Sammler und die Sammlerin                                 | Agnès Varda                                                          | Keep the River On Your Right von David Shapiro und Laurie Gwen Shapiro Startup.com von Chris Hegedus und Jehane Noujaim |
| 2003 | Gigantic (A Tale of Two Johns)                                | A. J. Schnack                                                        | Bowling for Columbine von Michael Moore The Cockettes von Bill Weber und David Weissman Wiedersehen in Vietnam – Auf den Spuren einer Kindheit von Gail Dolgin und Vicente Franco My Father, the Genius von Lucia Small                                           |
| 2004 | Capturing the Friedmans                                       | Andrew Jarecki                                                       | Lost in La Mancha von Keith Fulton und Louis Pepe OT: Our Town von Scott Hamilton Kennedy Spellbound von Jeffrey Blitz Nomaden der Lüfte – Das Geheimnis der Zugvögel von Jacques Perrin                                                                          |
| 2005 | Tarnation                                                     | Jonathan Caouette                                                    | The Agronomist von Jonathan Demme Bright Leaves von Ross McElwee Control Room von Jehane Noujaim DiG! von Ondi Timoner The Fog of War von Errol Morris Huutajat – Screaming Men von Mika Ronkainen                                                                |
| 2006 | Born into Brothels und Murderball                             | Zana Briski / Ross Kauffman und Henry Alex Rubin / Dana Adam Shapiro | Double Dare von Amanda Micheli Grizzly Man von Werner Herzog In the Realms of the Unreal von Jessica Yu |
| 2007 | This Film Is Not Yet Rated                                    | Kirby Dick                                                           | 10e chambre, instants d'audience von Raymond Depardon 49 Up von Michael Apted Jesus Camp von Heidi Ewing und Rachel Grady Shut Up & Sing von Barbara Kopple und Cecilia Peck Sisters in Law von Florence Ayisi und Kim Longinotto Street Fight von Marshall Curry |
| 2008 | Protagonist                                                   | Jessica Yu                                                           | Helvetica von Gary Hustwit The King of Kong von Seth Gordon Kurt Cobain About a Son von A. J. Schnack Lake of Fire von Tony Kaye No End In Sight – Invasion der Amateure? von Charles H. Ferguson                                                                 |
| 2009 | Man on Wire                                                   | James Marsh                                                          | Chris & Don. A Love Story von Tina Mascara und Guido Santi Encounters at the End of the World von Werner Herzog My Winnipeg von Guy Maddin Surfwise von Doug Pray                                                                                                 |
| 2010 | Die Strände von Agnès und Herb and Dorothy                    | Agnès Varda und Megumi Sasaki                                        | La Danse: The Paris Opera Ballet von Frederick Wiseman Good Hair von Jeff Stilson Theater of War von John Walter Unmistaken Child von Nati Baratz |
| 2011 | Marwencol                                                     | Jeff Malmberg                                                        | The Art of the Steal von Don Argott Exit Through the Gift Shop von Banksy Inside Job von Charles H. Ferguson Joan Rivers: A Piece of Work von Ricki Stern und Anne Sundberg Prodigal Sons von Kimberly Reed                                                       |
| 2012 | Bill Cunningham New York und Buck – Der wahre Pferdeflüsterer | Richard Press und Cindy Meehl                                        | Into the Abyss von Werner Herzog Pina von Wim Wenders Senna von Asif Kapadia The Topp Twins: Untouchable Girls von Leanne Pooley |
| 2013 | How to Survive a Plague                                       | David France                                                         | The Central Park Five von Ken Burns, David McMahon und Sarah Burns Detropia von Heidi Ewing und Rachel Grady First Position von Bess Kargman The Queen of Versailles von Lauren Greenfield                                                                        |
| 2014 | The Act of Killing                                            | Joshua Oppenheimer                                                   | 20 Feet from Stardom von Morgan Neville 56 Up von Michael Apted und Paul Almond The Punk Singer von Sini Anderson Stories We Tell von Sarah Polley |
| 2015 | Finding Vivian Maier                                          | John Maloof / Charlie Siskel                                         | Jodorowsky’s Dune von Frank Pavich Life Itself von Steve James Particle Fever von Mark Levinson Tim’s Vermeer von Penn Jillette und Teller To Be Takei von Jennifer M. Kroot                                                                                      |
| 2016 | Amy: The Girl Behind the Name und Call Me Lucky               | Asif Kapadia und Bobcat Goldthwait                                   | Best of Enemies von Robert Gordon und Morgan Neville Red Army – Legenden auf dem Eis von Gabe Polsky What Happened, Miss Simone? von Liz Garbus Stray Dog von Debra Granik                                                                                        |
| 2017 | Der 13.                                                       | Ava DuVernay                                                         | City of Gold von Laura Gabbert Miss Sharon Jones! von Barbara Kopple Tickled von David Farrier und Dylan Reeve Where to Invade Next von Michael Moore Weiner von Josh Kriegman und Elyse Steinberg                                                                |
| 2018 | Kedi – Von Katzen und Menschen                                | Ceyda Torun                                                          | Abacus: Small Enough to Jail von Steve James Augenblicke: Gesichter einer Reise von JR und Agnès Varda City of Ghosts von Matthew Heineman I Am Not Your Negro von Raoul Peck                                                                                     |
| 2019 | Anatomy of a Male Ballet Dancer                               | David Barba / Jamie Pellerito                                        | Minding the Gap von Bing Liu Rodents of Unusual Size von Quinn Costello, Chris Metzler und Jeff Springe Three Identical Strangers von Tim Wardle Won’t You Be My Neighbor? von Morgan Neville                                                                     |
| 2020 | Land des Honigs                                               | Ljubomir Stefanov / Tamara Kotevska                                  | Aquarela von Wiktor Kossakowski Unsere große kleine Farm von John Chester Hail Satan? von Penny Lane Maiden von Alex Holmes |
| 2021 | Time                                                          | Garrett Bradley                                                      | Boys State von Jesse Moss und Amanda McBaine Sommer der Krüppelbewegung von James LeBrecht und Nicole Newnham Dick Johnson is Dead von Kirsten Johnson The Rabbi Goes West von Amy Geller und Gerald Peary                                                        |